# 沖縄県道175号兼城港線
沖縄県道175号兼城港線（おきなわけんどう175ごう かねぐすくこうせん）は沖縄県島尻郡久米島町兼城と久米島の海の玄関である兼城港とを結ぶ一般県道。総延長はたった98mで沖縄県内の国道・県道の幹線道路では2番目に短い。

## 概要

### 区間
- 起点：島尻郡久米島町字兼城（沖縄県道89号久米島空港真泊線）
- 終点：島尻郡久米島町字兼城（兼城港）
- 総延長：98m（実延長も同じ）

### 通過自治体
- 島尻郡久米島町（久米島）

### 交差する道路
- 沖縄県道89号久米島空港真泊線（起点）
- 沖縄県道245号久米島一周線（起点・県道89号と重複）

### 主要施設
- 兼城港（終点）
  - 那覇市の泊港から毎日2往復定期船（久米商船）が就航しており、この港に到着する。久米島の空の玄関が久米島空港なら、この兼城港は海の玄関である。1987年（昭和62年） - 2004年（平成16年）は高速船も就航し、そちらのほうはこの港ではなく真泊港だった。

## 歴史・特徴
- 1964年（昭和39年）に琉球政府道として指定。1972年（昭和47年）の本土復帰とともに県道となった（路線番号がつけられたのは復帰後）。
- 沖縄県内の国道・県道の幹線道路では渡名喜島の沖縄県道188号渡名喜港線の25mに次いで2番目に短く（総延長・実延長とも）、同路線と同じく100mに満たない県道である。